# بخش انترن
بخش انترن یکی از بخشهای کانتون گروبوندان  در کشور سوئیس است.